# 인도관박쥐
인도관박쥐 또는 연귀관박쥐(Rhinolophus mitratus)는 관박쥐과에 속하는 박쥐의 일종이다. 인도(자르칸드 주)의 토착종이다. 국제 자연 보전 연맹의 IUCN 적색 목록에서 "정보부족종"으로 분류하고 있다. 1844년에 수집되고 기술된 단 한 점의 표본만이 알려져 있다.